# Žikov
Žikov je malá vesnice, část obce Petrovice u Sušice v okrese Klatovy v Plzeňském kraji. Nachází se asi 1,5 kilometru severovýchodně od Petrovic u Sušice. Je zde evidováno 9 adres. V roce 2011 zde trvale žilo 14 obyvatel.
Žikov je také název katastrálního území o rozloze 2,12 km². Východně od vesnice se nachází osada Dohaličky s kaplí, v níž byly uloženy urny s ostatky některých členů rodu Dohalských.[zdroj⁠?!]

## Historie
První písemná zmínka o vesnici pochází z roku 1331.

## Obyvatelstvo
| Rok            | 1869 | 1880 | 1890 | 1900 | 1910 | 1921 | 1930 | 1950 | 1961 | 1970 | 1980 | 1991 | 2001 | 2011 | 2021 |
| -------------- | ---- | ---- | ---- | ---- | ---- | ---- | ---- | ---- | ---- | ---- | ---- | ---- | ---- | ---- | ---- |
| Počet obyvatel | 135  | 144  | 114  | 120  | 131  | 125  | 110  | 63   | 37   | 37   | 48   | 31   | 20   | 14   | 16   |
| Počet domů     | 14   | 12   | 13   | 13   | 15   | 15   | 14   | 14   | 14   | 7    | 6    | 8    | 9    | 9    | 10   |

## Obecní správa
Při sčítání lidu v letech 1850–1920 Žikov byl osadou obce Maršovice v okrese Sušice. V letech 1921–1949 byl osadou obce Dolní Staňkov v okrese Sušice. V letech 1950–1959 byl osadou obce Volšovy v okrese Sušice. Od roku 1960 je částí obce Petrovice u Sušice v okrese Klatovy.

## Pamětihodnosti
- Zámek Žikov z přelomu sedmnáctého a osmnáctého století[10]
- památný strom Vaňkův dub

## Galerie

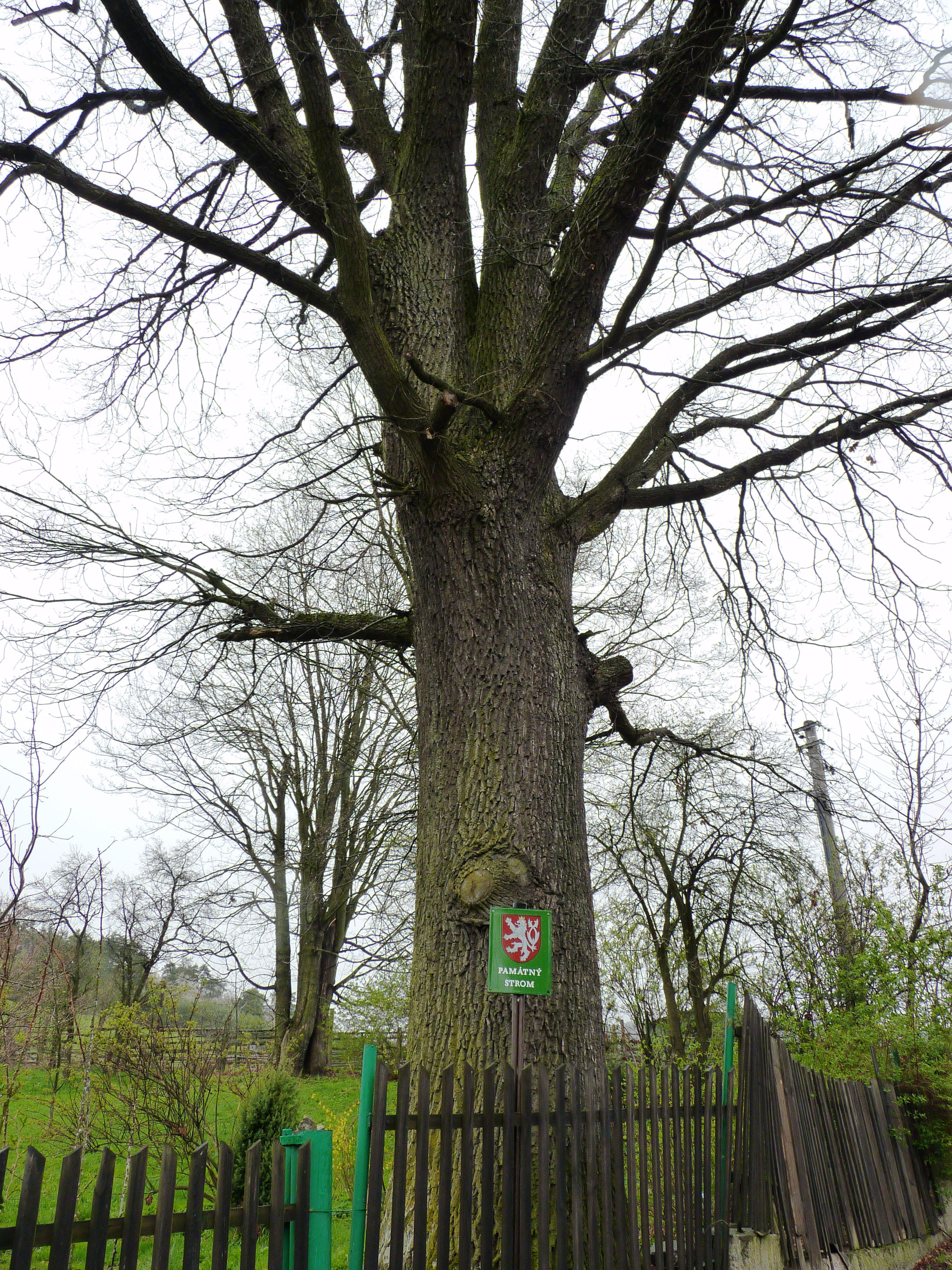
Vaňkův dub na jaře 2017
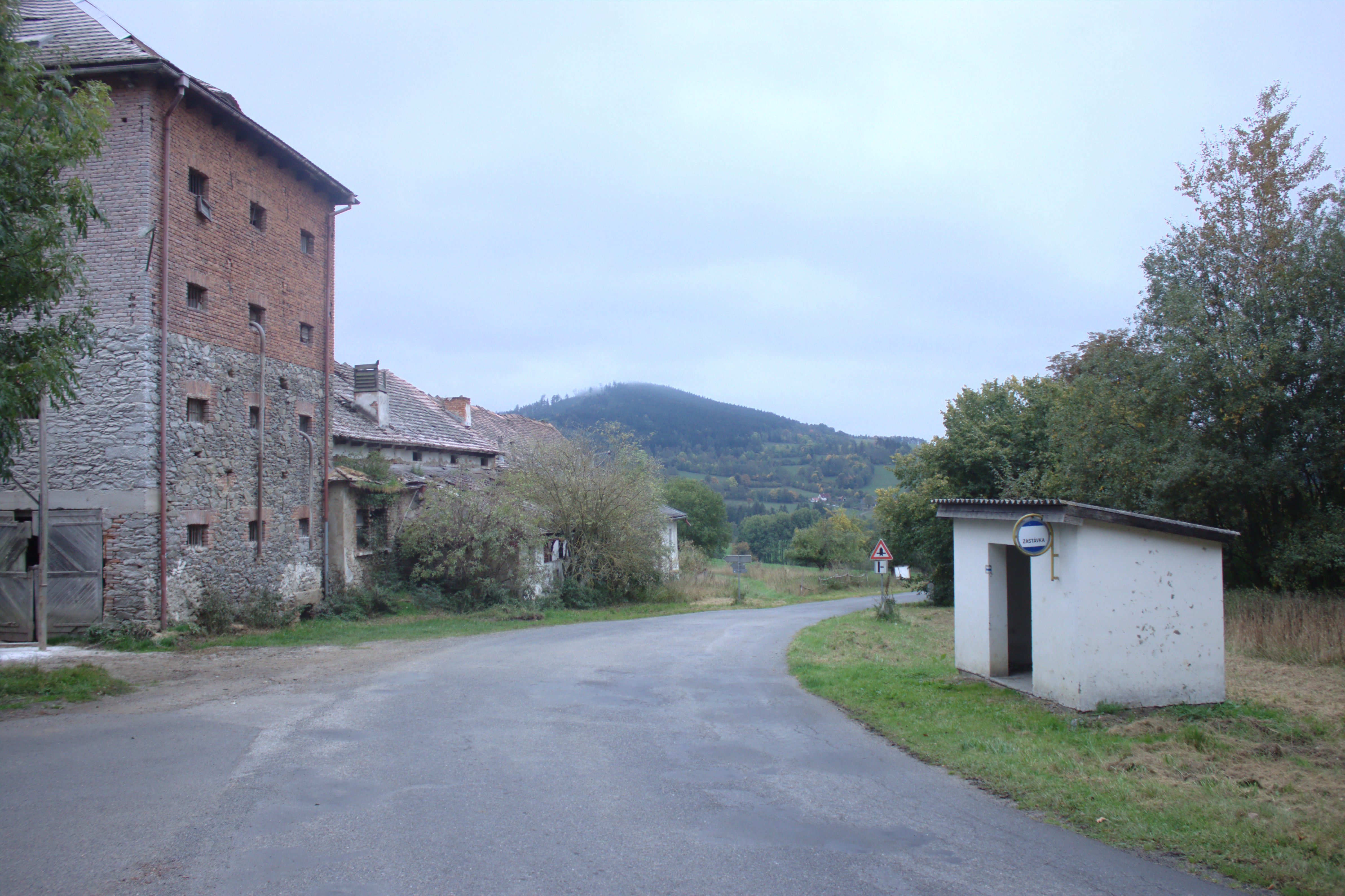
Silnice s autobusovou zastávkou
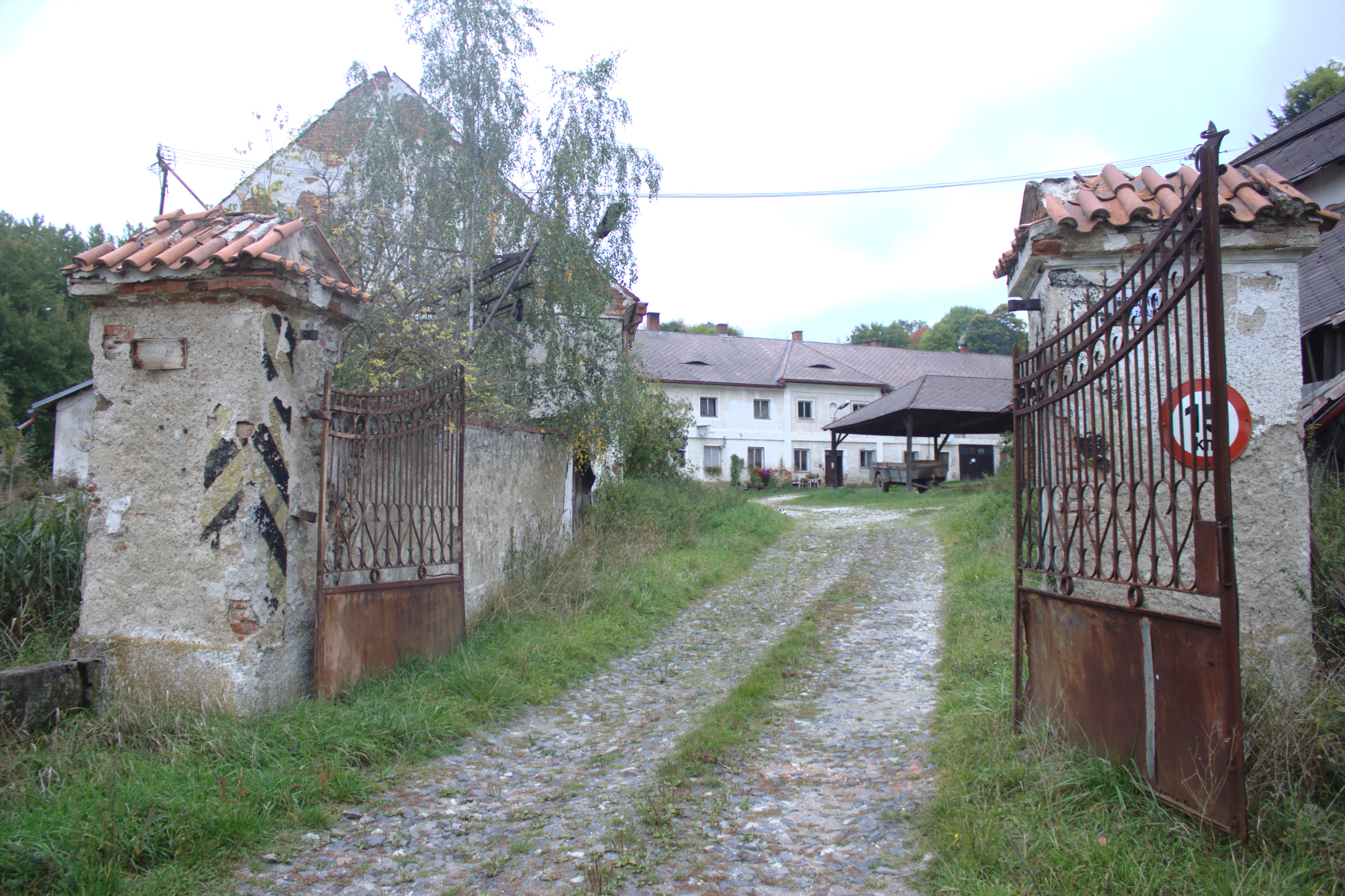
Stavení ve dvoře
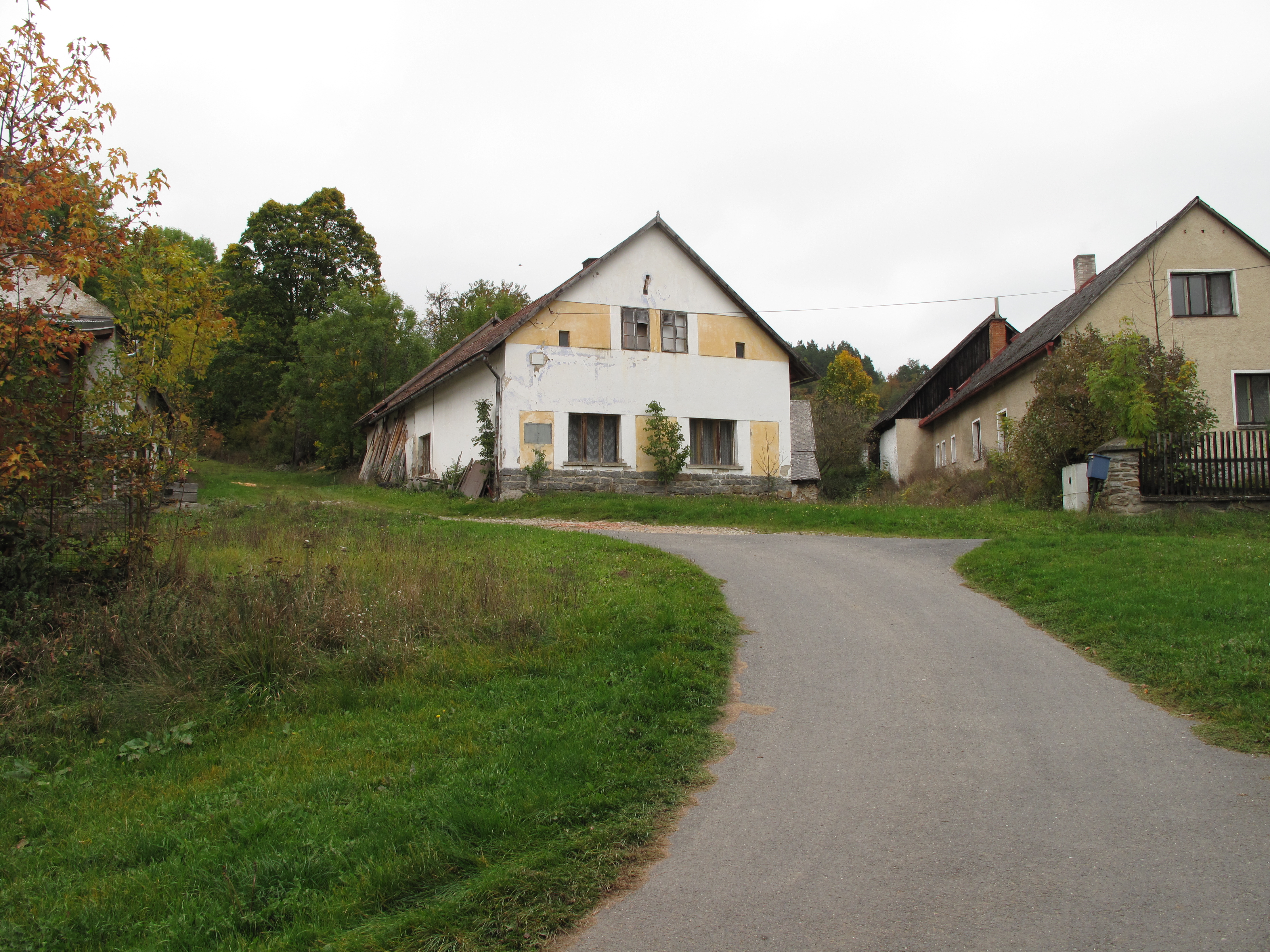
Domy